# Исаковцы (Витебская область)
Исаковцы (бел. Ісакаўцы) — деревня в Браславском районе Витебской области Беларуси. Входит в состав Тетерковского сельсовета.

## География
Деревня находится в западной части Витебской области, на восточном берегу озера Незвядка, к северу от автодороги Н-2103, на расстоянии приблизительно 19 километров (по прямой) к юго-востоку от города Браслав, административного центра района. Абсолютная высота — 153 метра над уровнем моря. Площадь населённого пункта — 0,2613 км².

## История
По состоянию на 1905 год, в деревне проживал 41 человек (21 мужчина и 20 женщин). В административном отношении входила в состав Ново-Погостской волости Дисненского уезда Виленской губернии.
В 1921 году входила в состав гмины Новы-Похост Дисенского повета Виленского воеводства Второй Польской республики. Числилось 55 жителей (26 мужчин и 29 женщин), проживавших в 12 домах. В этническом составе населения того периода белорусы составляли 100 %. В конфессиональном составе населения преобладали старообрядцы (100 %).

## Население
По данным переписи 2019 года, в деревне проживало 5 человек.
| Год  | Население, человек |
| ---- | ------------------ |
| 1905 | 41                 |
| 1921 | ↗ 55               |
| 2009 | ↘ 12               |
| 2019 | ↗ 5                |